# Kagawad, Athni
Kagawad là một làng thuộc tehsil Athni, huyện Belgaum, bang Karnataka, Ấn Độ.